# Championnat d'Égypte de football 1982-1983
Navigation
Saison précédente Saison suivante
La saison 1982-1983 du Championnat d'Égypte de football est la 27e édition du championnat de première division égyptien. Douze clubs égyptiens prennent part au championnat organisé par la fédération. Les équipes sont regroupées au sein d'une poule unique où elles rencontrent leurs adversaires deux fois, à domicile et à l'extérieur. À l'issue du championnat, les deux derniers du classement sont relégués et remplacés par les deux meilleures équipes de D2.
C'est le club d'Al-Moqaouloun qui remporte la compétition, après avoir terminé en tête du classement final, avec un seul point d'avance sur le Zamalek SC et deux sur le quadruple tenant du titre, Al Ahly SC. C'est le tout premier titre de champion d'Égypte de l'histoire du club.

## Les clubs participants
| - Al Ahly SC - Zamalek SC - Ittihad Alexandrie - Ismaily SC - Domiyat Club - Promu de D2 - Gazl Domiyat | - Meniya Club - Al Koroum - Promu de D2 - Al Olympi - Al-Moqaouloun - Al-Masry Club - Ghazl El Mahallah |

## Compétition

### Classement
Le classement est établi sur le barème de points classique (victoire à 2 points, match nul à 1, défaite à 0).
| Rang | Équipe             | Pts | J  | G  | N  | P  | Bp | Bc | Diff |
| ---- | ------------------ | --- | -- | -- | -- | -- | -- | -- | ---- |
| 1    | Al-Moqaouloun (C2) | 34  | 21 | 14 | 6  | 1  | 33 | 7  | +26  |
| 2    | Zamalek SC         | 33  | 21 | 13 | 7  | 1  | 26 | 5  | +21  |
| 3    | Al Ahly SC T C     | 32  | 21 | 14 | 4  | 3  | 34 | 11 | +23  |
| 4    | Ghazl El Mahallah  | 21  | 21 | 7  | 7  | 7  | 20 | 22 | -2   |
| 5    | Al-Masry Club      | 20  | 21 | 6  | 8  | 7  | 16 | 18 | -2   |
| 6    | Ismaily SC         | 20  | 21 | 6  | 8  | 7  | 15 | 18 | -3   |
| 7    | Meniya Club        | 18  | 21 | 5  | 8  | 8  | 12 | 20 | -8   |
| 8    | Al Olympi          | 16  | 21 | 5  | 6  | 10 | 12 | 27 | -15  |
| 9    | Ittihad Alexandrie | 15  | 21 | 4  | 7  | 10 | 12 | 17 | -5   |
| 10   | Al Koroum P        | 14  | 21 | 2  | 10 | 9  | 8  | 22 | -14  |
| 11   | Domiyat Club       | 11  | 21 | 2  | 7  | 12 | 7  | 22 | -15  |
| 12   | Gazl Domiyat P     | 8   | 11 | 1  | 6  | 4  | 6  | 12 | -6   |

| Légende : Qualifications et relégations | Légende : Qualifications et relégations |
| --------------------------------------- | --- |
|                                         | Qualification pour la Coupe d'Afrique des clubs champions 1984 |
|                                         | Qualification pour la Coupe des Coupes 1984 |
|                                         | Relégation directe en deuxième division |
|                                         | T : Tenant du titre C : Vainqueur de la Coupe d'Égypte P : Promu de D2 (C1) : Vainqueur de la Coupe d'Afrique des clubs champions 1983 (C2) : Vainqueur de la Coupe des Coupes 1983 |

- Le club de Gazl Domiyat déclare forfait après la 11e journée du championnat.

## Bilan de la saison
| Championnat d'Égypte de football 1982-1983 |                                 |
| Champion                                   | Al-Moqaouloun (1er titre)       |
| Coupes et trophées                         |                                 |
| Vainqueur de la Coupe d'Égypte 1982-1983   | Al Ahly SC                      |
| Qualifications continentales               |                                 |
| Coupe d'Afrique des clubs champions 1984   | Zamalek SC                      |
| Coupe des Coupes 1984                      | Al-Moqaouloun (tenant du titre) |
| Coupe des Coupes 1984                      | Al Ahly SC                      |
| Promotions et relégations                  |                                 |
| Promus en Egyptian Premier League          | Tersana SC                      |
| Promus en Egyptian Premier League          | El-Plastic                      |
| Relégués en Egyptian Second League         | Domiyat Club                    |
| Relégués en Egyptian Second League         | Gazl Domiyat                    |